# Branimir Bojić
Branimir Bojić (1983, Zrenjanin) srpski je književnik i pesnik.  Autor je dve zbirke pesama : „Postapokaliptički orgazam” (Svetovi, Novi Sad, 2002) i „Konačni Automati” (Svetovi, Novi Sad, 2006). Član je Društva književnika Vojvodine.  Njegovi radovi prevedeni su na engleski, ruski i poljski jezik.
Branimir Bojić je za svoju zbirku pesama "Postapokaliptički orgazam" (Svetovi, Novi Sad, 2002) dobio tri književne nagrade - Brankovu, Matićev šal i Pero despota Stefana Lazarevića

## Spoljašnje veze
- Z. T. Mirković: „Stopama Vaska Pope“[мртва веза], Intervju u „Večernjim Novostima“, 22. jul 2003.